# Operação Serenata de Amor
A Operação Serenata de Amor é um projeto de inteligência artificial para análise de gastos públicos no Brasil. O projeto é mantido por uma campanha de financiamento coletivo recorrente desde 7 de setembro de 2016, e veio em sequência de grandes escândalos de desvio de fundos públicos no Brasil, como o Escândalo do Mensalão e o que foi revelado pela Operação Lava Jato.
As análises tiveram início com dados da Câmara dos Deputados e depois foi expandida para outros tipos de orçamento e outras instâncias do Governo, como o Senado Federal. O projeto conta com um grupo público no Telegram, com mais de 600 participantes, além de ser o projeto da América Latina com mais colaborações no GitHub.

O nome "Serenata de Amor" vem de uma marca de bombom de creme de castanha de caju produzida por Chocolates Garoto no Brasil.

## Módulos
A plataforma consiste de um repositório principal no GitHub, chamado Serenata de Amor. Ao longo do desenvolvimento do projeto novos módulos foram adicionados: Serenata Toolbox e o Whistleblower.
- O repositório principal chamado Serenata de Amor serve como o ponto o trabalho investigativo. A partir dele começamos a evoluir para a estrutura que temos hoje.
- A Rosie é a robô programada para identificar gastos com valores discrepantes em usos de verbas públicas, a começar pela CEAP (Cota para Exercício da Atividade Parlamentar); ela analisa cada um dos reembolsos solicitados pelos deputados e senadores, nesse caso, indicando os motivos que a levam a acreditar na suspeita de cada um.
- A partir da Rosie nasceu o Whistleblower, que tuíta sob o nome de @RosieDaSerenata, distribuindo nas mídias sociais os resultados encontrados durante o trabalho realizado.
- O Jarbas é uma ferramenta de visualizacão de dados que são minerados pela robô, a Rosie. O Jarbas é responsável pelo painel de controle, que mostra uma lista completa de reembolsos disponibilizados pela Câmara dos Deputados.
- Por fim, a Toolbox é uma caixa de ferramenta desenvolvida em Python para desenvolvedores interessados no projeto.

## História
A Operação Serenata de Amor é um projeto de inteligência artificial  para análise de  gastos públicos. Foi concebido em março de 2016 pelo cientista de dados e líder técnico Irio Musskopf, pelo sociólogo e engenheiro de software Eduardo Cuducos e pelo empreendedor Felipe Cabral. O projeto foi financiado coletivamente na plataforma Catarse, onde atingiu 131% da meta de arrecadação, pagando 3 meses de desenvolvimento do projeto. Ana Schwendler (ciência de dados); Pedro Vilanova, "Tonny" (comunicação e jornalismo); Bruno Pazzim (marketing, comunicação e engenharia de software); Filipe Linhares (coleta de dados); Leandro Devegili (gestão) e André Pinho (coleta de dados) deram os primeiros passos para a construção da plataforma, como por exemplo coletando e estruturando os primeiros datasets.
Jessica Temporal (ciência de dados); Yasodara Córdova "Yaso" (pequisa); Tatiana Balachova "Russa" (design e UX); se juntaram ao projeto após o financiamento ter ocorrido.
Os integrantes criaram uma campanha de financiamento recorrente, expandindo a análise de gastos públicos para o Senado Federal. Os doadores fazem pagamentos mensais que variam de R$ 5 a R$ 200 para manter as atividades do grupo. O valor mensal arrecadado fica em torno de R$ 10 mil. Doe aqui para o projeto.

## Resultados
Em janeiro de 2017, concluindo o período financiado pela campanha inicial, o grupo realizou um mutirão de investigação das suspeitas encontradas pela inteligência artificial. Foram realizadas 629 denúncias à Ouvidoria da Câmara dos Deputados, questionando gastos de 216 deputados federais, que somavam aproximadamente R$ 378.844,05. Além disso, a página do projeto no Facebook tem mais de 70 mil seguidores, e com frequência os usuários citam a operacão como referência em transparência no governo brasileiro. Um dos exemplos de resultados obtidos pela operação é o caso do Deputado que teve que devolver cerca de R$ 700 à Câmara após seus gastos terem sido analisados pela plataforma.
A plataforma foi capaz de analisar mais de 3 milhões de notas, levantando cerca de 8.000 casos suspeitos em gastos com verbas públicas. A comunidade que suporta o trabalho do time se beneficia de repositórios de código aberto, llicenciados para a colaboração. Tanto é que as duas principais cientistas de dados do projeto o apresentaram na CivicTechFest, em Taipei, obtendo várias menções inclusive na imprensa internacional.  O líder técnico apresentou o projeto na Polônia, durante a DevConf2017, na Cracóvia. Também foi apresentado no Google News Lab, em 2017, e pela Yaso, então diretora do projeto, no MIT Media Lab/Berkman Klein Center, no contexto da Iniciativa para ética em Inteligência Artificial, uma colaboração das duas instituições.
O projeto foi apresentado também, por Yaso e Irio, em um Lunch Seminar na Harvard Kennedy School, onde foi debatida a transparência da plataforma e as principais soluções encontradas para que o código e os dados estejam sempre disponíveis para a verificação de sua idoneidade. Do mesmo modo, o projeto foi apresentado pela Yaso na Comissão de Fiscalização e Controle da Câmara dos Deputados em agosto de 2017, tendo despertado interesse dos funcionários da Câmara que trabalham com dados abertos.
A operação tem sido fonte de inspiração para outros projeto cívicos que pretendem trabalhar com objetivos semelhantes. Várias participações dos membros do time em eventos por todo o Brasil e fora dele podem ser encontradas na Internet, como por exemplo, apresentação no Open Data Day, realizado no Calango Hackerspace no Distrito Federal, Campus Party Bahia, Campus Party Brasília, Friends of Tomorrow, XIII Encontro Nacional de Controle Interno, no evento USP Talks, Hackfest contra a corrupcão em João Pessoa, sendo que esta última obteve também destaque na Imprensa Nacional.

## Leitura complementar
- Após ser flagrado por app, deputado devolve à Câmara R$ 727 por 13 refeições no mesmo dia
- Veja os pedidos de reembolso mais absurdos feitos por deputados
- Programa para vigiar gastos de políticos flagra compra em Las Vegas
- Robô descobre R$ 380 mil em gastos indevidos